# Wushan (Chongqing)

Lage des Kreises Wushan im Gebiet Chongqings

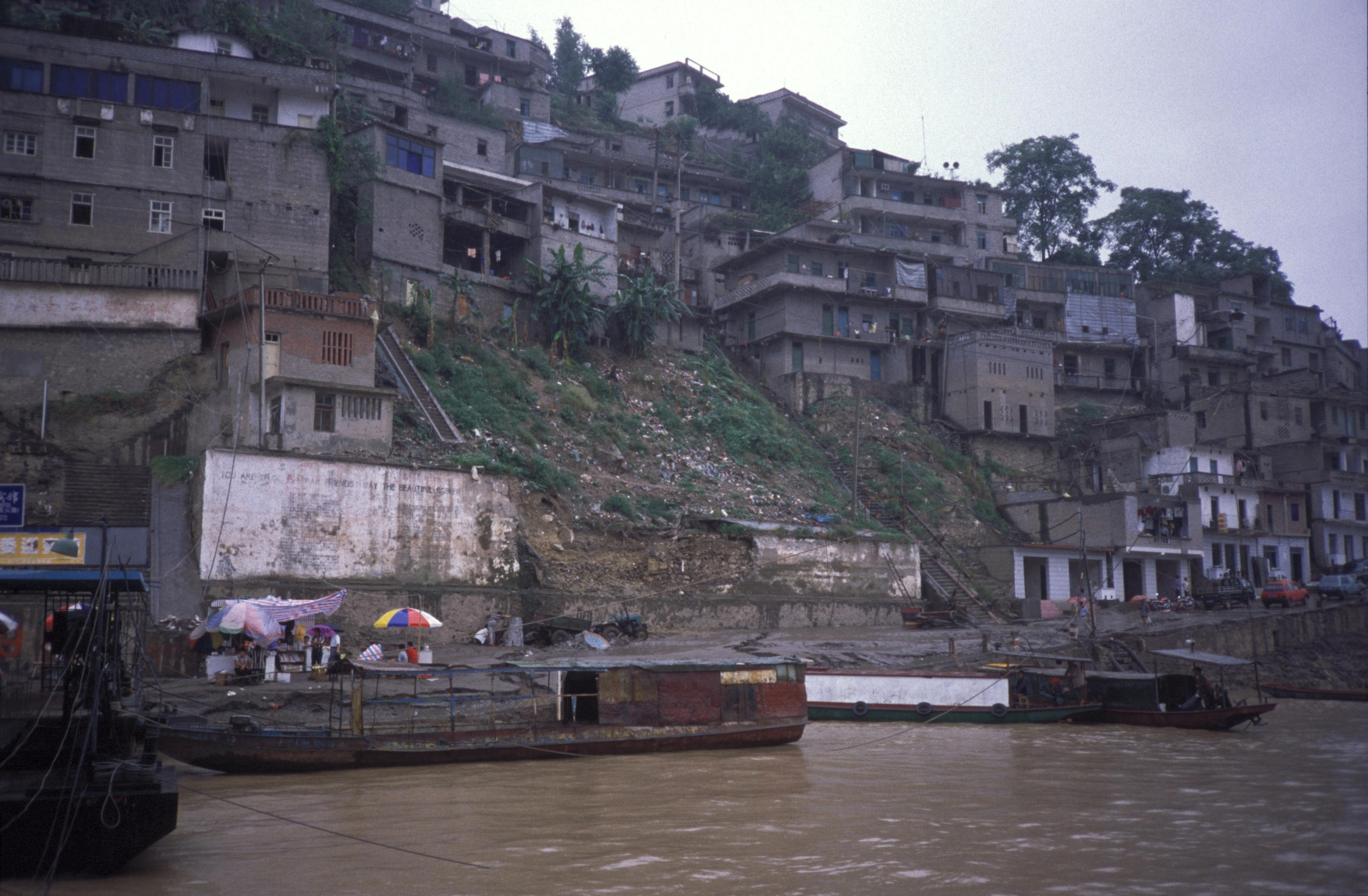
Wushan, Ufer des Yangtse (1999)

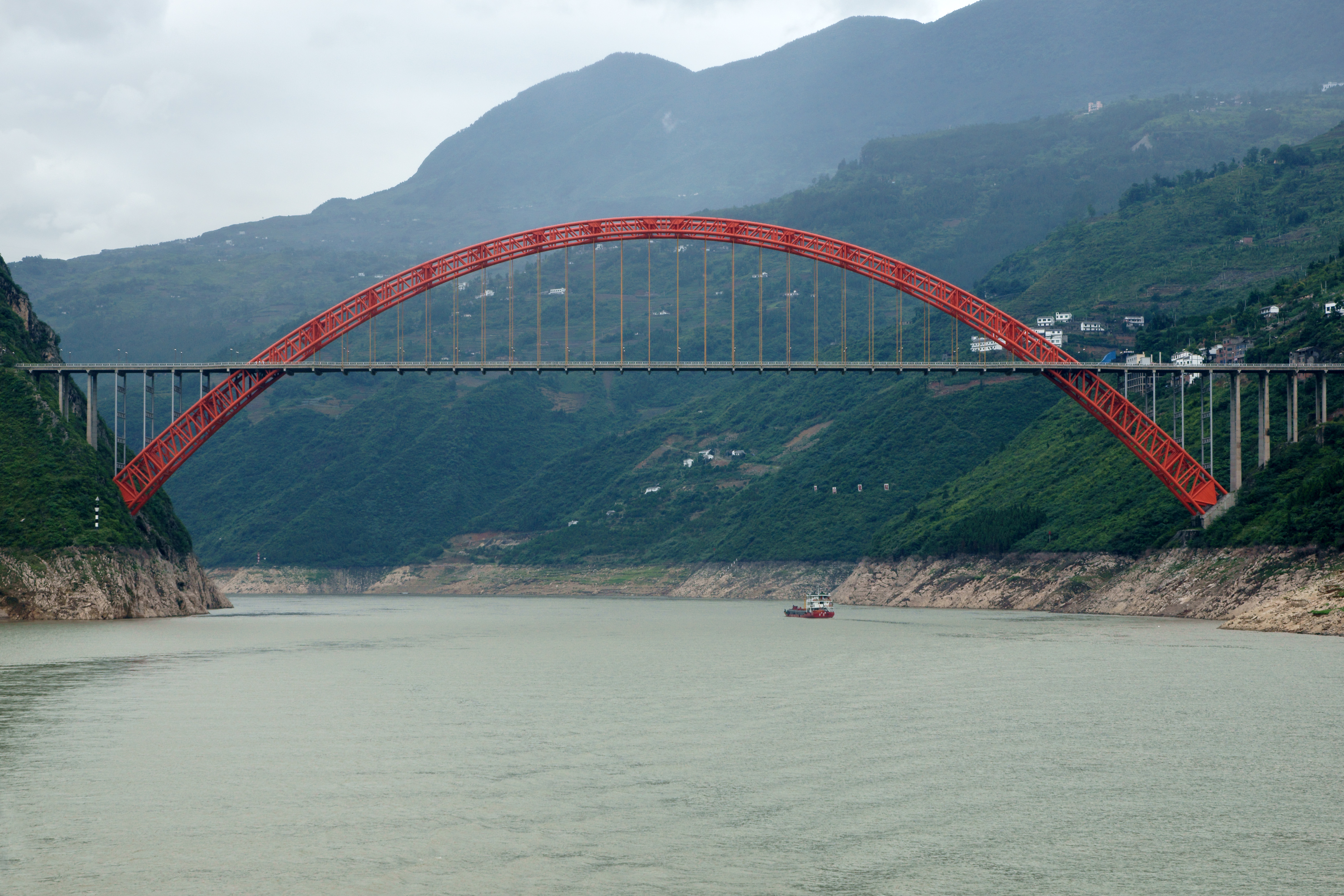
Wushan-Brücke über den Jangtse

Wushan (chinesisch 巫山县, Pinyin Wūshān Xiàn) ist ein Kreis der regierungsunmittelbaren Stadt Chongqing in der Volksrepublik China. Er hat eine Fläche von 2.958 km². Bei Volkszählungen in den Jahren 2000 und 2010 wurden in Wushan 571.959 bzw. 495.072 Einwohner gezählt. Innerhalb des Kreises, an der Mündung des Daning River in den Jangtsekiang liegt die Ortschaft Wushan (巫山; Pinyin: Wūshān).
Die alte Ortschaft, deren Geschichte bis in die Östliche Zhou-Dynastie zurück reichte, wurde im Zuge des Dreischluchtenstaudamm-Projektes aufgegeben und überflutet. Die Bewohner wurden in die höher gelegene Neugründung des Ortes umgesiedelt. Bei Wushan beginnt die Einfahrt in die Wu-Schlucht (chinesisch 巫峽 / 巫峡, Pinyin Wū Xiá – „Hexenschlucht“), der mittleren der Drei Schluchten entlang des Jangtsekiang.

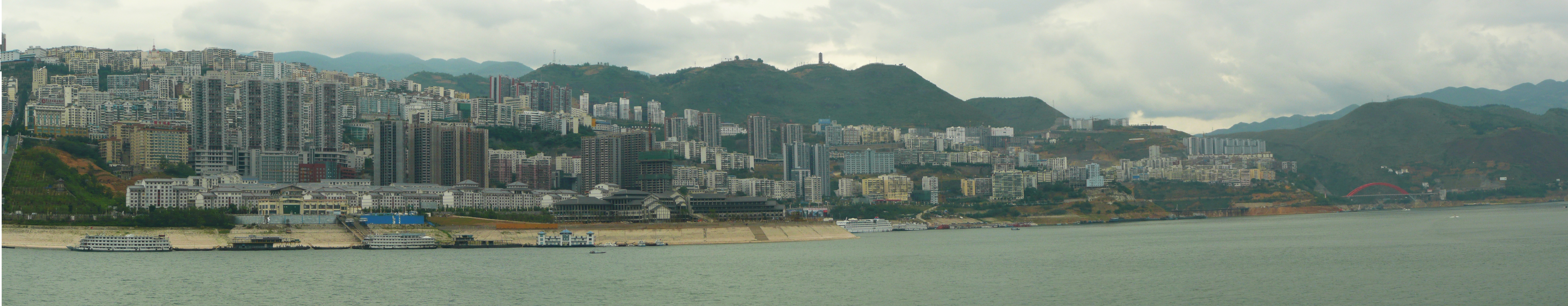
Ortschaft Wushan (2013)

In unmittelbarer Nähe überquert die Wushan-Brücke den Jangtsekiang. Mit 460 m Spannweite gehört sie zu den weltweit größten Bogenbrücken. Es handelt sich um eine sogenannte CFST-Brücke, eine mit Beton gefüllte Stahlrohrbogenbrücke für den Straßenverkehr.
Ca. 20 km südlich von Wushan, bei der Longgupo-Höhle (Longgupo yizhi 龙骨坡遗址), liegt ein bedeutender archäologischer Fundort. Unter anderem wurden dort Fossilien aus dem frühen Pleistozän entdeckt und zunächst einer neuen Unterordnung des Homo erectus, dem „Homo erectus wushanensis“ oder auch Wushan-Mensch (巫山人,  Wushan ren, englisch Wushan Man) zugeschrieben. Inzwischen geht man aber davon aus, dass es sich um fossile Reste einer ausgestorbenen Affenart handelt.  Die Fundstätte steht seit 1996 auf der Liste der Denkmäler der Volksrepublik China (4-1).
Nördlich von Wushan befinden sich im Daning River die „Drei kleinen Schluchten“. Sie gelten teilweise als eindrucksvoller als die großen Schluchten des Jangtsekiang. Von Wushan aus werden sie mit kleineren Schiffen befahren. In den hohen und sehr dicht zusammen stehenden Felswänden sind einzelne Hängende Särge zu sehen. Sie beruhen auf einer Begräbnissitte der Ba-Kultur.